# ووهیلنگو (فارافانگانا)
ووهیلنگو (به لاتین: Vohilengo) یک منطقهٔ مسکونی در ماداگاسکار است که در فرافنگانا واقع شده‌است. ووهیلنگو ۱۶٬۰۰۰ نفر جمعیت دارد و ۱۷ متر بالاتر از سطح دریا واقع شده‌است.